# Cour d'appel de Saint-Denis
La cour d'appel de Saint-Denis est une juridiction d'appel dont le ressort comprend les territoires de Mayotte, de La Réunion et des Terres australes et antarctiques françaises (TAAF). Ce dernier territoire n'abrite aucune juridiction, mais les contentieux pour lesquels serait compétente une juridiction située dans les TAAF sont attribués au tribunal judiciaire de Saint-Denis.
Avant sa départementalisation, le territoire de Mayotte disposait d'un tribunal de première instance et d'un tribunal supérieur d'appel, selon l'organisation toujours en vigueur dans la collectivité d'outre-mer de Saint-Pierre-et-Miquelon. Le décret n°2011-338 du 29 mars 2011 acte l'intégration de Mayotte au ressort de la cour d'appel de Saint-Denis de La Réunion. Aujourd'hui, la chambre d'appel installée à Mamoudzou réexamine les affaires jugées par le tribunal judiciaire de Mamoudzou ayant fait l'objet d'un appel, à l'exception des appels des décisions des juges d’instruction et des juges des libertés et de la détention qui sont portés devant la chambre de l’instruction de la cour d’appel de Saint-Denis. La cour d'appel de Saint-Denis est située depuis 2014 au 166, rue Juliette-Dodu.

## Organisation

### Premiers présidents

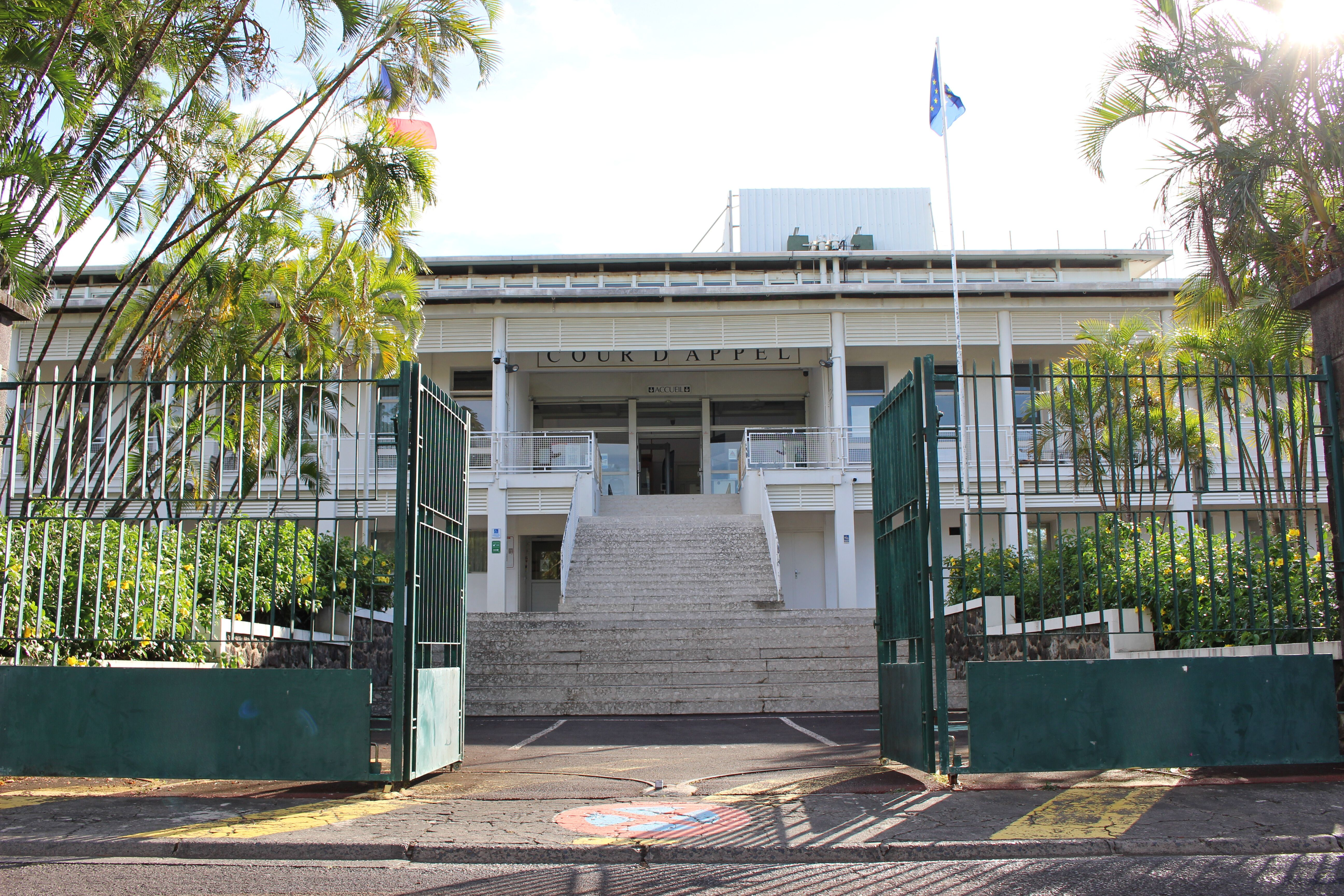
Vue de la façade est de la cour d'appel de Saint-Denis depuis la rue Juliette Dodu

| Identité                     | Période          | Période           |
| Identité                     | Début            | Fin               |
| ---------------------------- | ---------------- | ----------------- |
| Henry Vray                   | 25 juin 1987     | 29 août 1990      |
| Robert Dufourgburg           | 23 août 1990     | 23 novembre 1994  |
| Jean-Claude Carrie           | 23 novembre 1994 | 15 septembre 2001 |
| Jean-Paul Sebileau           | 9 novembre 2001  | 3 janvier 2008    |
| Jean-François Gabin          | 3 janvier 2008   | 1er octobre 2010  |
| Dominique Ferrière           | 13 novembre 2010 | 30 juillet 2014   |
| Gracieuse Lacoste-Etcheverry | 8 décembre 2014  | 5 mars 2018       |
| Alain Chateauneuf            | 16 juillet 2018  | 17 février 2025   |
| Fabienne Le Roy              | 17 février 2025  | En cours          |

### Procureurs généraux
| Identité                | Période          | Période          |
| Identité                | Début            | Fin              |
| ----------------------- | ---------------- | ---------------- |
| Lucien Duprès           |                  | 30 juin 1990     |
| Georges Truchi          | 23 août 1990     | 30 juin 1995     |
| François Deby           | 6 juillet 1995   | 10 octobre 2002  |
| Jack Gauthier           | 10 octobre 2002  | 13 janvier 2005  |
| Raymond Doumas          | 13 janvier 2005  | 3 janvier 2011   |
| Denis Robert-Charrerau  | 23 décembre 2010 | 6 mai 2013       |
| Claude Laplaud          | 1er juillet 2013 | 1er janvier 2018 |
| Denis Chausserie-Laprée | 10 avril 2018    | 5 août 2021      |
| Fabienne Atzori         | 5 août 2021      | En cours         |

## Composition du ressort[33]
| -                                      | Mayotte     | La Réunion                                               |
| -------------------------------------- | ----------- | -------------------------------------------------------- |
| 1 chambre d'appel                      | - Mamoudzou |                                                          |
| 3 tribunaux judiciaires                | - Mamoudzou | - Saint-Denis - Saint-Pierre                             |
| 2 tribunaux de proximité               |             | - Saint-Benoît - Saint-Paul                              |
| 3 conseils de prud'hommes              | - Mamoudzou | - Saint-Denis - Saint-Pierre                             |
| 3 tribunaux mixtes de commerce         | - Mamoudzou | - Saint-Denis - Saint-Pierre                             |
| 5 tribunaux paritaires des baux ruraux | - Mamoudzou | - Saint-Denis - Saint-Pierre - Saint-Benoît - Saint-Paul |
| 3 tribunaux pour enfants               | - Mamoudzou | - Saint-Denis - Saint-Pierre                             |
| 1 tribunal maritime                    |             | - Saint-Denis                                            |
| 1 greffe détaché                       | - Sada      |                                                          |